# Комини
Комини (грч. Κομνηνός, лат. Municipium S) је археолошко налазиште из доба антике које се налазило у унутрашњости провинције Далмације.
Локалитет је подигнут на терси изнад леве обале Везичнице (данас Комини код Пљеваља). Постао је муниципијум средином 2. века, а сматра се насеље трајало до 4. века, када престаје сахрањивање у некрополи у Коминима.
Ахреолошким истраживањима између 1967. и 1975. руководили су Драгослав Срејовић, Александрина Цермановић Кузмановић и Ч. Марковић.

## Локација
Муниципиј С се налазио изнад леве обале Везичнице, на пространој територији у делу већег поља у којем леже и данашња Пљевља, на високој тераси, која се благо уздиже у правцу запада. У северном делу терена, издвојен плато педстављао је насеље у ужем смислу (данас под именом „Међе“).
Због оваквог положаја насеље је могло представљати значајан економски центар. Географски је смештено је на значајном месту спајања природних путева, посебно оног према приморју.
Раније су постојали проблеми са лоцирањем насеља. Низ индиција је упућивало на претпоставку да се наведено насеље можда налазило код Пријепоља (узимајући у обзир значај и обим римског локалитета у Коловрату). Археолошко истраживање некрополе код Пљеваља, обављеног у периоду од 1964. до 1976. године, насеље је са више сигурности лоцирано у Коминима.
Кроз муниципиј је пролазила значајна саобраћајница која је водила од Рисна ка Никшићу и према северу, а код данашњих Комина у близини Пљеваља, рачвао се у два правца и водио даље у унутрашњост. Трагови римског пута се могу пратити и јужно од Комина, у селу Потпећ.

## Назив
Назив овог античког места је непознат. Зна се само прво слово имена, пошто оно као скраћеница налази на надгробним плочама, отуд је назван „Муниципијум С“.
Муниципиј С је раније поистовећиван са насељима: Момзен (Mommsen), Станекли (Stanecli) и Хернес (Hoernes), која помиње Појтингерова табла. Томашек га је изједначавао са местом Сапуа (Sapua). Ни на једном од наведених пронађених епиграфских споменика није наведено име муниципија. Могућа имена града су: Сплонум, Сикулаторум и Салониана.
Сматра се да је Муниципијум С био једно од најзначајнијих муниципалних (општинских) насеља у унутрашњости провинције Далмације, у чији су састав улазиле све илирске области.
Налазећи се на важној саобраћајници којом су се кретале римске легије од Салоне (Солин) према унутрашњости, Муниципијум С имао је важан стратешки и економски значај.
Био је центар велике војно-административне области.

### Натпис „“
Остаци римског насеља, у Коминима код Пљеваља, називају се Муниципиј С, по једном од епиграфских споменика: надгробном камену посвећеном Титу Аурелију Секстијану (T. Aurelius Sextianus), римском витезу (EQR- eqesRomanus) и декуриону муниципија (DEC M S). Овај споменик са натписом налази се код Хусеин пашине џамије, у Пљевљима.

### 
На натпису у Муниципију С помиње се присуство римске легије лат. Legio I Adiutrix. О војницима има мало сачуваних споменичних натписа. Међу њима је натпис којим Аурелија Вендо за живота подиже споменик себи свом сину Аурелију Максиму, војнику. Други натпис помиње Публија Елија Фуксина, војника и консуларног бенефицијара. У оба случаја се ради о домороцима.

## Становништво
Подручје око данашњих Пљеваља, прије доласка Римљана, насељавало је илирско племе Пирусти (Артур Еванс, лат. Antiquarian researches in Illyricum,Westminster – 1883. –III-IV ). Пирусти су били познати као рудари и од Рима су уживали велике повластице, а од стране конзула Луција Аниција потврђена им је слобода. Претпоставка је да је касније друго илирско становништво, из области између река Крке и Цетине – у 1. веку, од стране Рима (вероватно током владавине цара Трајана) пресељено у подручје данашњих Пљеваља и околних области. Имена становника (по епиграфским споменицима) карактеристична су за средњодалматинско подручје, а прилози у гробовима слични су онима који потичу из салонитанског подручја (средњодалматинска језичка група). Имена, која се најчешће јављају и указују на шири домородачки род, су Аурелије и Елије. Грчка се имена јављају у два случаја: код ослобођенице лат. Egnatia Soteris, и лат. Caesis Asteris. У 3. веку, као резултат постепеног романизирања и продирања римске политике урбанизације из приморја у унутрашњост провинције Далмације, Муниципиј С се нагло развија и повећава се број становника из приморског дијела провинције на шта указује богати археолошки материјал у некрополи II.

### Романизација
Као и остала слична насеља у вријеме Рима, Муниципиј С представља вид колективне и спонтане романизације Балкана. На натписима се помињу: декуриони, дуумвири, дуумвири (лат. iure dicundo), виликуси („лат. vilicus“ — надзорници на већим имањима) и куратори (контролни органи управника римске провинције). Натписи са илирским именима говоре о илирском карактеру становништва и његовој слабој романизацији. Обиље женских имена које подижу споменике, могу указивати на матријахат. Имена се најчешће јављају римским гентилицијама (лат. Aurelius, лат. Aemilli) које указују на романизацију или као чисто илирска. Имена која указују на шири домородачки род су прије свега Аурелије и Елије.

## Некрополе
Откривене су и истражене две некрополе.
Прва је била на Белом брегу (некропола I), а друга на заравни према Везичници (некропола II). На некрополи I откривено је 385 гробова спаљених покојника из 1. и 2. века. Сахрањивање на некрополи II објављено је од 2. до средине 4. века.
Истражено је 287 гробова дуж алеје дуге 130 метара, са осам породичних гробница и 15 појединачних гробова са надгробним споменицима. Нетакнуте су две гробнице, које припадају Aureliji Maksimini и Pakoniji Montani. Грађене су по узору на аквилејске породичне гробнице. На периферији некрополе II налазили су се гробови инхумираних покојника, од којих су неки сахрањени са коњима.
Претпоставља се да су то гробови припадника неког варварског племена (можда Сармата), који су у другој половини 4. века као римски најамници насељени у провинцији Далмацији.
Откривени су гробови ограђени камењем или као рака са опаљеним зидовима и набацаним остацима са ломаче и урном у средини. Од облика надгробних споменика јављају се плоче (стеле) са рељефно приказаним ликовима покојника и базе или надгробни ципуси (веће четвртасте надгробне базе, на којима су постављани споменици у виду пирамиде). Карактеристичну појаву на надгробним споменицима представљају и фигуре лавова.
Откривен је и гроб са саркофагом. Покојник је био инхумиран.
Откривен је велики број посуда, углавном од стакла. Јединствени налаз представља стаклена чаша с натписом – дијатрета, за коју се претпоставља да је производ келнских радионица.
На основу натписа закључено је да је на некрополи II сахрањивано аутохтоно становништвно и досељеници из приобалних градова Далмације, посебно Ризинијума.

## Основи економије
Поред земљорадње и сточарства, као основних занимања становника, значајно је било рударство. Један од главних заната био је каменорезачки, са оригиналним формама наивне провинцијске уметности (камени споменици са људским фигурама, представама божанстава и орнаментима). Развијен је био цигларски занат (жигови на опекама: „MR“ и „PAS“, које је публиковао Еванс). Развијена керамичка производња, подмиривала је потребе становништва у 1. веку, али је трговина до 3. века била ограничена на оближње провинције (са изузетком керамике увожене са истока и Галије).
Од материјала који указује на богатсвто муниципија јавља се стакло. Посуде датоване у 2. и 3. век пореклом су са истока. Стаклени пехари из касније етапе углавном воде порекло са запада, из Келна и Паноније.
Увожене су разне врсте накита, али је постојала и производња, посебно фибула. Роба је инпортована преко Аквилеје, а из муниципија роба је највјероватније транспортована преко Салоне.
Робиње су првенствено биле запослене у домаћинствима и често се помињу као ослобођенице.

## Култови
На основу археолошког материјала, забележени су култови: Јупитера, Силвана („лат. Silvano Augustum Sacrum“ и „лат. Silvano Aug Sac“), Дијане, Диониса (Либера) и Херкула, као и култови коњаника и коња код Илира. Од оријенталних култова помињу се Серапис и Изида.